# Ruhrstahl X-4

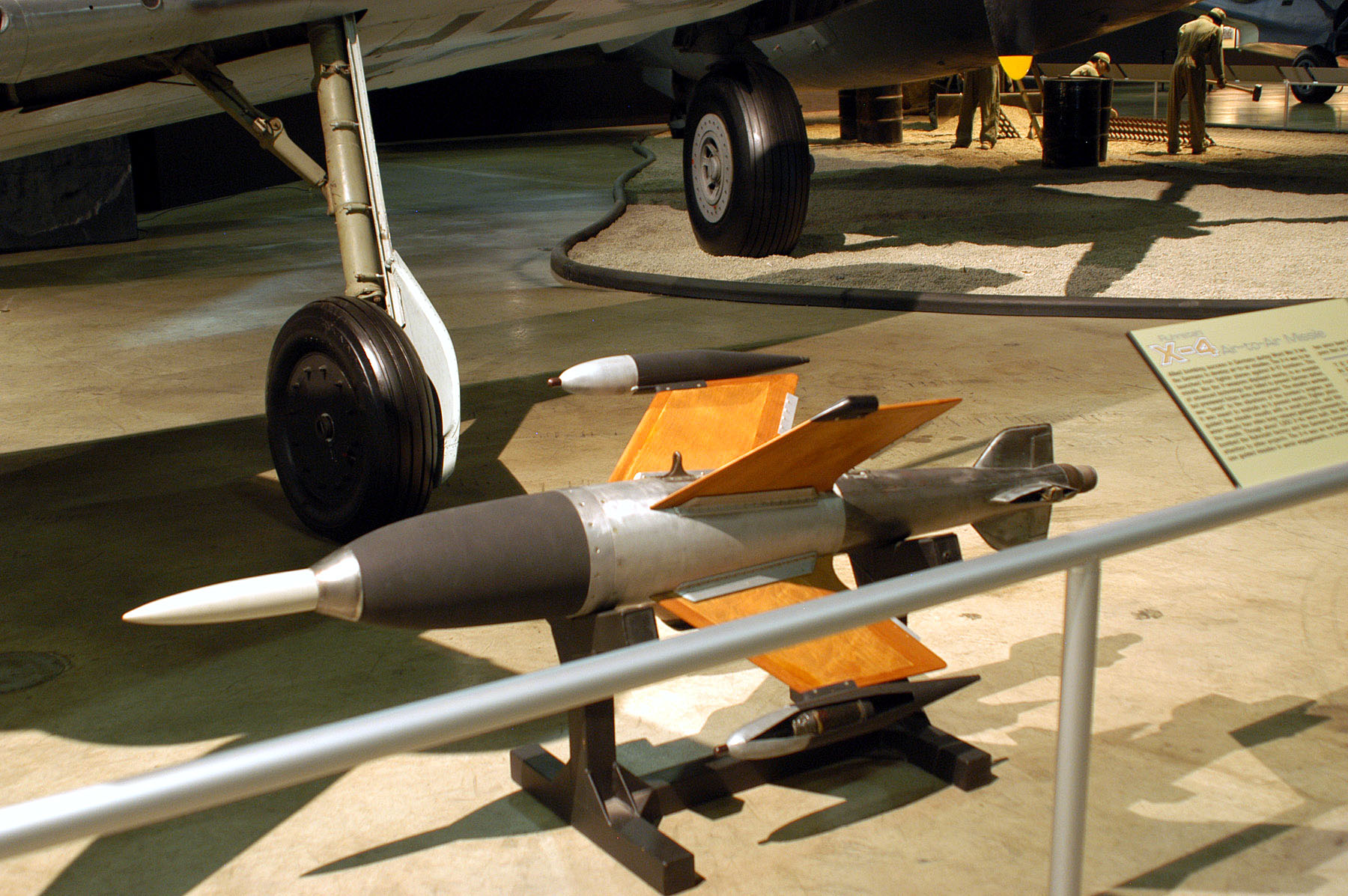
Um Ruhrstahl X-4 no NMUSAF.

O Ruhrstahl Ru 344 X-4 ou Ruhrstahl-Kramer RK 344 foi um míssil ar-ar guiado por fio projetado pela Alemanha durante a Segunda Guerra Mundial. O X-4 não entrou em serviço operacional e, portanto, não foi comprovado em combate, mas inspirou um considerável trabalho pós-guerra em todo o mundo e foi a base para o desenvolvimento de vários mísseis antitanque lançados do solo, incluindo o Malkara.